# Dystasia cristata
Dystasia cristata là một loài bọ cánh cứng trong họ Cerambycidae.